# Martin Peters

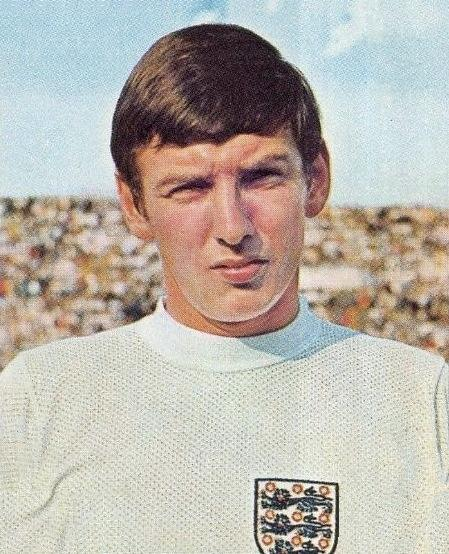
Peters in 1970

Martin Stanford Peters MBE (Plaistow, 8 november 1943 – Brentwood, 21 december 2019) was een Engels voetballer die als middenvelder speelde. Hij won met Engeland het wereldkampioenschap in 1966.

## Clubcarrière
Peters sloot zich in 1959 aan bij West Ham United, waar hij echter pas in april 1962 op achttienjarige leeftijd zijn debuut in het eerste elftal maakte tegen Cardiff City. Zijn eerste doelpunt scoorde hij tegen Manchester City in september van datzelfde jaar. Peters werd basisspeler vanaf het seizoen 1962-1963. Hij was zo'n veelzijdige speler dat hij in zijn tijd bij West Ham op elke positie speelde; in zijn derde wedstrijd verving hij zelfs de geblesseerde keeper. Met de club won hij de FA Cup en de Charity Shield in 1964 en Beker voor Bekerwinnaars in 1965.
Peters speelde meer dan 300 wedstrijden in het eerste elftal van West Ham, maar verhuisde in 1970 naar Tottenham Hotspur. Hij werd hiermee de eerste Britse speler voor wie een club meer dan 200.000 pond betaalde. Met Tottenham won hij de League Cup in 1971 en 1973 en de allereerste editie van de UEFA Cup in 1972. In 1974 bereikte hij met Tottenham opnieuw de finale van de UEFA Cup, maar ditmaal werd deze verloren van Feyenoord.
In maart 1975 verhuisde hij voor 50.000 pond naar Norwich City, dat op dat moment uitkwam in de Second Division. De club promoveerde echter datzelfde seizoen nog naar de First Division, waardoor Peters met Norwich vijf seizoenen in de hoogste voetbalafdeling actief was. Hij speelde er meer dan 200 wedstrijden in het eerste elftal, maar won geen prijs met de club.
Peters trok in de zomer van 1980 naar Sheffield United, op dat moment een derdeklasser. Hij was er in het begin van het seizoen nog actief als speler, maar verving er in januari 1981 de zieke Harry Haslam als trainer. Zijn trainerscarrière was echter geen lang leven beschoren: Sheffield degradeerde naar vierde klasse en Peters nam op het einde van het seizoen ontslag. Peters' laatste club was Gorleston FC, een club in de Eastern Counties Football League. In 1983 nam hij definitief afscheid van het voetballen.

## Interlandcarrière
Peters werd in mei 1966 voor het eerst opgeroepen voor het Engels voetbalelftal. Hij werd meteen een belangrijke schakel voor Engeland op het WK 1966: Peters speelde vijf wedstrijden, waaronder de finale tegen West-Duitsland. Hij maakte een van de vier Engelse doelpunten in de finale, waarmee hij Engeland mee aan de wereldtitel hielp. Peters was ook nog actief op het WK 1970 en op het EK in 1968 en 1972. Peters speelde in het totaal 67 interlands voor Engeland, waarin hij 20 keer scoorde.

## Erelijst
West Ham United
- Europacup II: 1964/65

 Tottenham Hotspur
- League Cup: 1970/71, 1972/73
- UEFA Cup: 1971/72
- Anglo-Italian League Cup: 1971

 Engeland
- Wereldkampioenschap voetbal: 1966
- Europees kampioenschap voetbal: derde plaats in 1968

## Trivia
- Peters werd in 1978 benoemd tot Lid in de Orde van het Britse Rijk als dank voor zijn verdiensten voor het Britse voetbal.
- Peters werd in 2002 opgenomen in de Hall of Fame van Norwich City. In 2006 werd hij tevens opgenomen in de English Football Hall of Fame.
- Peters bracht in 2006 een autobiografie uit, The Ghost of 66.

1 Banks ·
2 Cohen ·
3 Wilson ·
4 Stiles ·
5 J. Charlton ·
6 Moore  ·
7 Ball ·
8 Greaves ·
9 B. Charlton ·
10 Hurst ·
11 Connelly ·
12 Springett ·
13 Bonetti ·
14 Armfield ·
15 Byrne ·
16 Peters ·
17 Flowers ·
18 Hunter ·
19 Paine ·
20 Callaghan ·
21 Hunt ·
22 Eastham ·
Coach: Ramsey
1 Banks ·
2 Newton ·
3 Cooper ·
4 Mullery ·
5 Labone ·
6 Moore  ·
7 Lee ·
8 Ball ·
9 B. Charlton ·
10 Hurst ·
11 Peters ·
12 Bonetti ·
13 Stepney ·
14 Wright ·
15 Stiles ·
16 Hughes ·
17 J. Charlton ·
18 Hunter ·
19 Bell ·
20 Osgood ·
21 Clarke ·
22 Astle ·
Coach: Ramsey